# جورشدگی (رسوب)

دانه‌های رسوبی با جورشدگی خوب (چپ) در مقایسه با دانه‌های رسوبی با جورشدگی بسیار ضعیف (راست).

جورشدگی یا سنگ‌جوری چگونگی توزیع و پراکندگی اندازه دانه رسوب در نهشته‌های رسوبی و خاک تحکیم‌شده یا سنگ‌های رسوبی را توصیف می‌کند. این مفهوم را نباید با اندازه کریستالیت اشتباه گرفت که به اندازه جداگانه هر کریستال یا بلور در یک جامد اشاره دارد. کریستالیت قطعه سازنده یک دانه است. جورشدگی بسیار ضعیف نشان می‌دهد که اندازه رسوب متفاوت و مخلوط است (واریانس بالا)، در حالی که جورشدگی خوب نشان می‌دهد که اندازه رسوب مشابه است (واریانس کم).
اصطلاحاتی مانند جورشدگی بسیار ضعیف، جورشدگی ضعیف، جورشدگی متوسط، جورشدگی خوب و جورشدگی بسیار خوب که برای توصیف چگونگی جورشدگی رسوب به‌کار می‌روند، دارای تعاریف فنی هستند و به صورت نیمه کمّی میزان واریانس مشاهده‌شده در اندازه ذرات را توصیف می‌کنند. در رسوب‌شناسی، از یکی از این اصطلاحات و نمودارهای گرافیکی برای توصیف دقیق جورشدگی رسوب استفاده می‌شود.
درجه جورشدگی رسوب می‌تواند انرژی، سرعت یا مدت نهشته‌گذاری و نیز فرایند مؤثر در انتقال رسوب (رود، جریان واریزه، فرایندهای بادی، یخچال طبیعی و…) را نشان دهد. جورشدگی رسوبات پس از نهشته‌گذاری نیز می‌تواند تحت تأثیر فعالیت مجدد مواد قرار گیرد. گ
سنگ‌های حاصل از رسوبات با جورشدگی خوب، معمولاً هم متخلخل و هم نفوذپذیر هستند، در حالی که سنگ‌های با جورشدگی ضعیف، به‌ویژه وقتی دانه ریز باشند، تخلخل و نفوذپذیری پایینی دارند.